# Erharting
Erharting er en kommune i Landkreis Mühldorf am Inn i den østlige del af regierungsbezirk Oberbayern i den tyske delstat Bayern. Den er sammen med kommunerne Niederbergkirchen og Niedertaufkirchen, en del af Verwaltungsgemeinschaft Rohrbach, som har sæde i landsbyen Rohrbach som ligger i kommunen.

## Geografi
Erharting ligger ved floden Isen i region Sydøstoberbayern i Bayerisches Alpenvorland i udkanten af den brede dalsænkning omkring floden Inn omkring 12 km syd for Neumarkt-Sankt Veit, 7 km nordøst for Mühldorf, 11 km nordvest for Neuötting 13 km fra Altötting og 86 km fra München. I landsbyen Rohrbach er der en banegård med forbindelse til Landshut, Mühldorf og Salzburg.

### Nabokommuner
- Mühldorf
- Niederbergkirchen
- Niedertaufkirchen
- Pleiskirchen
- Töging